# Маргерита (Болоња)
Маргерита (итал. Margherita) је насеље у Италији у округу Болоња, региону Емилија-Ромања.
Према процени из 2011. у насељу је живело 56 становника. Насеље се налази на надморској висини од 81 м.